# Р-838
Р-838 «Виола»/«Кремница» — серия служебных средств УКВ радиосвязи. Изначально разрабатывалась для аэродромных служб военного и гражданского назначения, в дальнейшем применялась структурами МО, МВД, КГБ, МГА, морского и речного флота Союза ССР. Разработчик — серийное конструкторское бюро (СКБ) Оршанского завода «Красный Октябрь» (предприятие Г-4158), почтовый адрес: 211011 г. Орша Витебской обл., ул. Набережная, 1, «Штамп». Производители: Оршанский завод «Красный Октябрь».
Рации размещалась на стационарных и подвижных объектах, а также имелись портативные варианты для индивидуального пользования.

## Серия Р-838 «Виола»
- Р-838А — абонентская радиостанция «Виола-А» 
  - Р-838АА — автомобильная радиостанция «Виола-АА»
    - Р-838АА-ДС — автомобильная радиостанция «Виола-АА-ДС»

  - Р-838АД — стационарная радиостанция с дистанционным управлением «Виола-АД» (первая в стране р/с с микропроцессорным управлением, 1985 год)
  - Р-838АМ – мотоциклетная радиостанция «Виола-АМ»
  - Р-838АП – радиостанция для пожарных машин «Виола-АП»
  - Р-838АС – стационарная радиостанция «Виола-АС»
- Р-838Л — линейная радиостанция-ретранслятор «Виола-Л»
- Р-838М — радиостанция «Виола-М»
- Р-838Н — носимая радиостанция «Виола-Н»
- Р-838П — портативная радиостанция «Виола-П»
- Р-838С — стационарная радиостанция «Виола-С»
- Р-838Ц — центральная стационарная радиостанция «Виола-Ц» 
  - Р-838Ц-ДС — центральная стационарная радиостанция «Виола-Ц-ДС»

## Серия Р-838К «Кремница»
- Р-838КА – автомобильная радиостанция комплекса Р-838К «Кремница»
  - Р-838КА-ДС – автомобильная радиостанция комплекса Р-838К «Кремница»
  - Р-838КАМ – автомобильная радиостанция комплекса Р-838К «Кремница»
- Р-838КМ – мотоциклетная радиостанция комплекса Р-838К «Кремница»
- Р-838КН – носимая радиостанция комплекса Р-838К «Кремница»
- Р-838КП – автомобильная радиостанция (с управлением от двух пультов) комплекса Р-838К «Кремница»
  - Р-838КП-24В — автомобильная радиостанция (с управлением от двух пультов) комплекса Р-838К «Кремница»
- Р-838КС – стационарная радиостанция комплекса Р-838К «Кремница»
  - Р-838КСВ – стационарная радиостанция комплекса Р-838К «Кремница»
- Р-838КЦ — стационарная диспетчерская радиостанция комплекса Р-838К «Кремница»

## Описание и характеристики комплекса «Кремница»
Комплекс Р-838К предназначен для организации внутриаэродромной симплексной бесподстроечной телефонной и сигнальной связи подвижных и неподвижных объектов с однотипными и носимыми радиостанциями. Каждая радиостанция обеспечивает передачу тонального вызова центральной радиостанции, передачу и приём общего тонального вызова, а радиостанции Р-838КС, Р-838КА, Р-838КП – приём 1 из 100 вариантов частот индивидуального тонального вызова. Технические характеристики:
- Диапазон частот
  - вар. «В» 142,0 – 142,975 или
  - вар. «Г» 163,200 – 164,175 МГц
- Шаг перестройки 25 к Гц
- Организация памяти:
  - Р-838КА, Р-838КС, Р-838КП: 40 каналов
- Вид работы – ЧМ
- Чувствительность приемника не хуже 1,2 мкВ
- Выходная мощность передатчика
  - Р-838КА, Р-838КС, Р-838КП: 8 Вт
- Дальность связи
  - автомобильных между собой: 7-15 км
  - автомобильной с носимой: 1-3 км
  - автомобильной со стационарной: 20-40 км
- Напряжение питания:
  - Р-838КС – стационарная с питанием от сети 220 В 50 Гц;
  - Р-838КА – автомобильная с питанием от бортсети +12 В или +24 В;
  - Р-838КП – автомобильная с управлением от двух пультов;
- Габаритные размеры приемопередатчика
  - Р-838КА, Р-838КС, Р-838КП: 230х230х70 мм
- Вес
  - Р-838КА: 20 кг.
  - Р-838КС: 7 кг.
  - Р-838КП: 15 кг.
- Элементная база – полупроводники

Технические характеристики носимой радиостанции «Кремница-Н» (2.000.179-03):
- Диапазон частот –142,0 – 142,975 или 163,200 – 164,175 МГц; 4 канала
- Шаг перестройки 25 к Гц
- Вид работы – ЧМ
- Чувствительность приемника не хуже 1,2 мкВ
- Мощность передатчика – не менее 1,0 Вт, 50 Ом
- Элементная база – полупроводники
- Питание – аккумуляторы 12 В не более 0,4А
- Вес рабочего комплекта – 1,3 кг